# Кровавый кодекс
«Кровавый кодекс» (англ. Bloody Code) — уголовное законодательство Великобритании (Англии и Уэльса) между 1688 и 1815 годами. Название закрепилось за этой правоохранительной системой из-за большого числа преступлений, подразумевавших в качестве наказания смертную казнь, но появилось оно только после отмены жестоких законов. В число применявшихся мер наказания входили также кастрация (за изнасилование или за убийство оленя в королевском лесу), ослепление (за охоту в королевском лесу), обрезание языка (за лжесвидетельство).

## Предыстория
Высшая мера наказания была введена ещё в законодательстве 1071—1087 годов, когда после завоевания Англии норманским монархом Вильгельмом I Завоевателем в стране сформировался господствующий класс французского происхождения, противостоявший англосаксонской крестьянской массе. Даже если крестьяне могли заплатить казне за пользование лесом, им всё равно не положены были лук, стрелы и любое другое оружие, а у собак должны были быть вырваны когти на передних лапах, чтобы они не могли догнать добычу.
Начиная с Генриха I применение смертной казни расширилось.
Первой виселицей в Англии послужило дерево в предместье Лондона — Тайберне, где первого осуждённого вздёрнули в 1196 году. Это место было выбрано по «Книге Страшного суда» — проведённой в 1085 году по приказу Вильгельма Завоевателя переписи английского населения и местности для ознакомления с территорией и подавления недовольных. Название манускрипта восходит к библейскому Судному дню, когда всем людям надлежит ответить перед Всевышним за свои проступки, однако некоторым надлежит это сделать при жизни.
Генрих VIII (1491—1547) жестоко подавлял бродяжничество: крестьяне, согнанные с земли в результате огораживаний и вынужденные нищенствовать, по закону «О борьбе с бродяжничеством» подвергались повешению. Таким образом за 15 лет было казнено свыше 70 000 «упрямых нищих», включая женщин и детей.
При Елизавете I было казнено порядка 89 000 человек.

## Высшая мера
В 1688 году существовало 50 преступлений, наказывавшихся смертью, но к 1776 году их число возросло почти в 4 раза, а к концу века достигло 220. Большинство введённых в этот период законов касалось защиты собственности, что часть исследователей рассматривает как проявление классового давления богатых на бедных. Целью ужесточения законодательства было устрашение потенциальных преступников. Хищение имущества в крупном размере было одним из преступлений, каравшихся смертью, при этом под «крупным размером» подразумевалась стоимость похищенного более 12 пенсов, однако к XVII веку судьи намеренно занижали размер ущерба, чтобы исключить вынесение обязательного смертного приговора.
Горькая правда состоит в том, что среди множества повседневных действий, выполняемых людьми, не менее ста шестидесяти были объявлены законом преступными без преимуществ для священников; иными словами, за них следовало казнить на месте
Уильям Блэкстон
Название «классической страны смертных казней» Англия удостоилась за то, что ими карались: «Кража овцы, кролика и т. п.», посягательство на королевский лес (охота, собирание дров и плодов), выдача себя за пациента дома престарелых, бунтарство, времяпрепровождение с цыганами, повреждение Лондонского и Вестминстерского мостов, разрушение машин (луддизм), подбирание предметов, выброшенных на берег после кораблекрушения и т. д. К подозреваемым для получения признания применялись пытки холодной водой для мужчин и раскалённым железом - для женщин.

## Исполнение наказаний
При повешении приговорённому связывали руки и ноги. Высота падения тела подбиралась так, чтобы при выталкивании опоры рывок ломал шейные позвонки и разрывал спинной мозг, но не отрывал голову.
Для повешения использовалась верёвка около 4 м длиной и 2 см толщиной со свободно скользящей петелькой на конце, затем вместо петельки стали использовать металлическое кольцо, которое лучше скользило по верёвке и ускоряло экзекуцию. Тела казнённых закапывали поблизости или передавали врачам для проведения анатомических опытов согласно принятому в 1540 году парламентом закону, когда были объединены Гильдия врачей-хирургов и Общество цирюльников, каждому члену обоих дозволялось брать ежегодно для изучения по четыре тела казнённых преступников.
Уличённых в государственной измене казнили с максимальной жестокостью, которая впервые была применена 1 июня 1571 года к лидеру католиков доктору Джону Стори (1504—1571). Предписание по этому поводу было таково: «Изменника доставить к месту казни, где повесить его за шею и вынуть из петли полуживым. Затем отрезать ему детородные части, выпустить ему внутренности и сжечь их. С тем, чтобы его преступление стало особенно ужасающим для зрителей, палачу, вырвав у него сердце, показать его людям и объявить — вот сердце изменника! Затем отрубить ему руку, а тело четвертовать. После этого голову и части тела выставить в каком-либо людном месте». Такими людными местами являлись ворота Сити, Лондонский мост или Вестминстер-Холл.
Повешение в Англии применялось столь частно и повсеместно, что виселицы и перекладины для экзекуций использовали как примету в первых английских путеводителях, а Лондон с предместьями вообще прозвали «городом виселиц». Порой виселицы были разборными: их сооружали неподалёку от места преступления, дабы обыватели наблюдали торжество правосудия.
Пиратов казнили на северном берегу Темзы у «Пристани казней» в Уэппинге, оставляя тела на виселице опущенными до уровня воды, пока три прилива не обмывали их.

## Послабление закона
С 1808 года, когда была отменена смертная казнь за карманничество и некоторые мелкие правонарушения, начался продлившийся более 50 лет процесс уменьшения числа преступлений, предусматривавших смертный приговор.
Лорд Байрон в 1812 г. выступал против неоправданных казней и новых законов, направленных против луддитов, написав «Оду авторам билля против разрушителей станков».
В 1823 году в уголовное законодательство были внесены изменения, сделавшие вынесение смертного приговора решением судьи и оставившие его обязательным только для государственной измены и убийства.
К 1832 году количество караемых смертной казнью преступлений сократилось втрое. В частности, была отменена смертная казнь за воровство и фальсификацию товаров. Всего за время действия «кровавого кодекса» (1770—1830) в Англии и Уэльсе было казнено порядка семи тысяч человек.
С 1829 года предотвращение преступлений стало функцией полиции вместо практиковавшегося ранее устрашения через жестокость наказания. Однако, казни продолжались: так, в 1830 году за кражу мелков был повешен 9-летний мальчик.
К 1861 году караемых смертью преступлений осталось всего пять: убийство (смертный приговор не выносится с 1965, отменён в 1969), пиратство (отменён в 1998), поджог военно-морской базы (отменён в 1971), шпионаж (отменён в 1981), государственная измена (отменён в 1998, подробнее в статье «Повешение, потрошение и четвертование»).
Против казней, особенно публичных, выступали Роберт Пиль, Чарльз Диккенс и Джон Ховард, чьи старания увенчались успехом в 1868 году, когда исполнение казней перенесли за стены Ньюгейтской тюрьмы и запретили доступ зрителей, допуская, однако, свидетелей, включая репортёров, до 1910 года.
Последняя публичная казнь состоялась над 18-летним Томасом Уэллсом (либо, по другим данным, над Мишелем Баррэтом) 13 августа 1868 года.
Затем, в 1908 году повешение было отменено для лиц до 16 лет. А в 1933-м минимальный возраст для повешения был повышен до 18 лет.
За период между 1830 и 1964 годом в Англии были повешены около 2000 человек.
Лидировали по количеству смертных казней в XIX веке графства Уилтшир, Херефорд и Эссекс.

## Сноски
1. 1 2 3 4 5 6 7 8  Кровавый кодекс Англии. Тайбёрнское дерево (недоступная ссылка — история). МирТесен - рекомендательная социальная сеть (4 мая 2017). Дата обращения: 20 марта 2019.
2. ↑  Wilf, 2010, p. 139
3. ↑  Wade, 2009, p. 9
4. ↑  Sharpe, 2001, p. 116
5. 1 2  Glyn-Jones, 2000, p. 322
6. ↑  Brodeur, McCormick & Visano, 1992, pp. 284–285, 295
7. ↑  WebCite query result. www.webcitation.org. Дата обращения: 25 марта 2019. Архивировано из оригинала 26 марта 2019 года.